# João Varela
João Varela és una vila al sud de l'illa de Santiago a l'arxipèlag de Cap Verd. Està situada a 5 kilòmetres al nord-est de Cidade Velha i a 9 kilòmetres al nord-oest de Praia.